# Eduard-Rhein-Stiftung
Die Eduard-Rhein-Stiftung mit Sitz in Hamburg wurde 1976 von Eduard Rhein (1900–1993), dem Gründungschefredakteur der Zeitschrift Hörzu, gegründet. Geleitet wird die Stiftung von Hans-Joachim Grallert (seit 2015), davor ab 1990 von Rolf Gartz, dem Neffen Eduard Rheins. Das Stiftungskapital ist von ursprünglich zwei Millionen DM auf zehn Millionen Euro angewachsen. Zweck der Stiftung ist die Förderung der wissenschaftlichen Forschung sowie der Bildung, Erziehung, Kunst und Kultur im In- und Ausland. Dazu werden Preise verliehen.

## Preise
- Grundlagenpreis (25.000 Euro)
- Technologiepreis (30.000 Euro)
- Kulturpreis (dotiert mit 10.000 Euro, Vorsitzender der Jury: Michael Wolffsohn[2])
- Eduard-Rhein-Ehrenring (Mondstein in Gold gefasst), die Anzahl der lebenden Träger ist auf zehn beschränkt.
- Jugendpreise (im Rahmen des Bundeswettbewerbs Jugend forscht, je 1.500 Euro)

## Träger des Eduard-Rhein-Ehrenrings
- 1980 Vladimir Zworykin †
- 1981 Walter Bruch †
- 1982 Max Grundig †
- 1983 Karl Holzamer †
- 1984 Herbert von Karajan †
- 1985 Hugh Greene †
- 1986 Masaru Ibuka †
- 1987 Werner Höfer †
- 1988 Ray Dolby †
- 1992 Rudolf Hell †
- 1994 Lennart Bernadotte †
- 1998 Heinz Zemanek †
- 2000 Heinrich von Pierer
- 2001 Ernst-Ludwig Winnacker
- 2002 Hans-Jürgen Warnecke †
- 2004 Hubert Markl †
- 2007 Valentina Tereshkova
- 2008 Herbert Mataré †
- 2012 Michael Sohlman
- 2015 Wolfgang Heckl
- 2020 Gerd Hirzinger
- 2023 Ulrich Walter

## Träger der Eduard-Rhein-Preise
- 1979

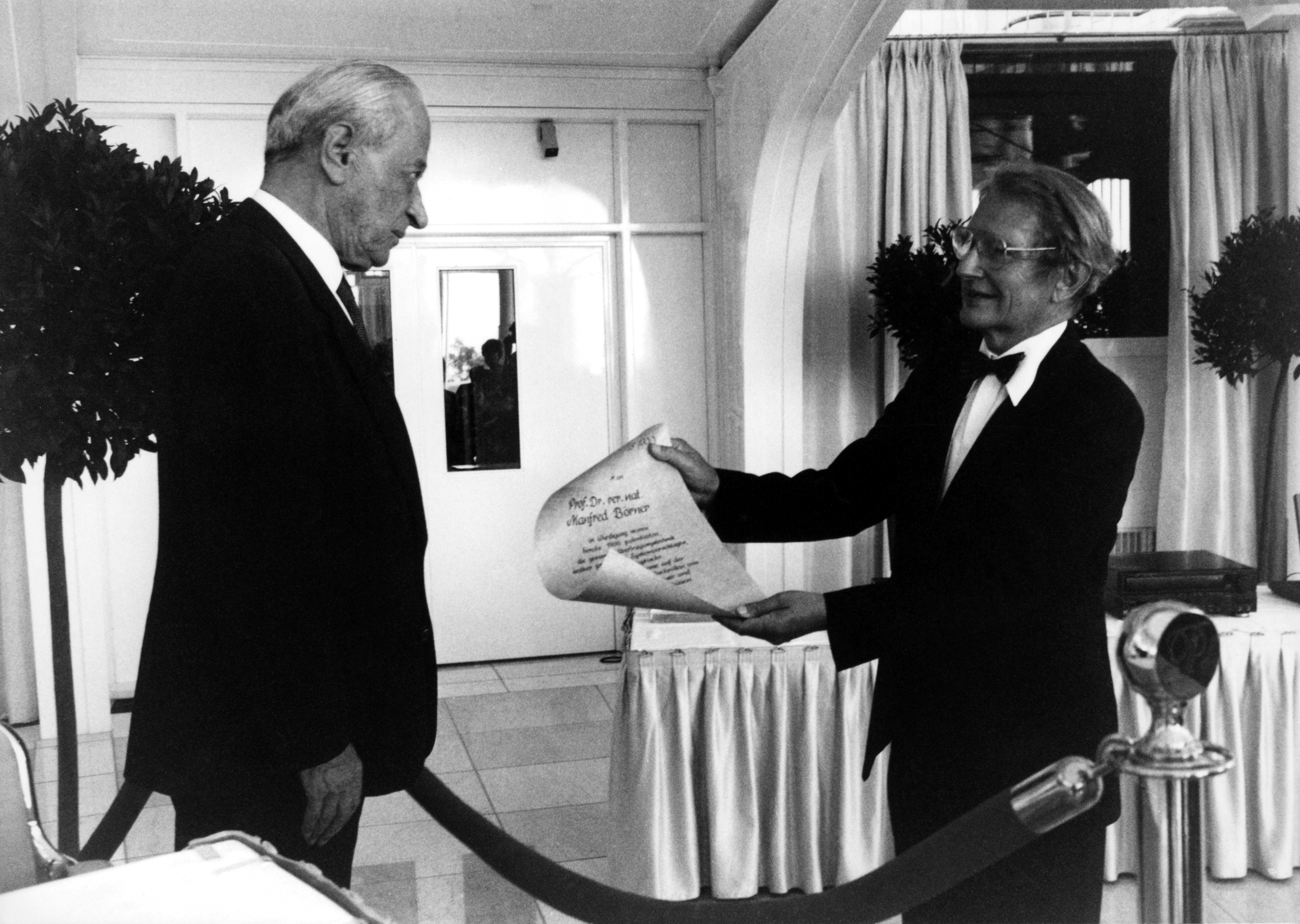
Eduard Rhein (links) überreicht 1990 die Verleihungsurkunde des Grundlagenpreises an Manfred Börner

  - Technologiepreis: Nobutoshi Kihara für extrem dichte Bildaufzeichnung auf Magnetband; Yuma Shiraishi für Grundlagenarbeiten für das Video Home System; Johannes H. Wessels für Beiträge zur magnetischen Bildaufzeichnung
- 1980
  - Technologiepreis: B. Wendland, G. Broussard, K. Compaan, Jon K. Clemens, G. Dickopp, Eugene O. Keizer und Piet Kramer für Alternativen künftiger TV-Systeme; Horst Redlich für die Entwicklung des Bildplattensystems
- 1981
  - Technologiepreis: Günter Joschko und Werner Scholz für die Mini-Disk; Minoru Morio und Shigeyuki Ochi für das Videomovie; Katsuo Mori und Masahuru Kubo für die MAG-Kamera; Lodewijk F. Ottens und Toshitada Doi für die Compact Disc; Dalton D. Pritchard für das Dynamic Processing System
- 1982
  - Technologiepreis: Max Aigner, Siegfried Dinsel, Herbert Hopf und Rudolf Kaiser für Stereoton-Fernsehen in Deutschland; Hans-Jürgen Kluth für die Stereoton-Schrägspuraufzeichnung beim VCR; Hiroki Sato für den ersten produktionsreifen Flachbildschirm
- 1983
  - Technologiepreis: Ljubumir Micic für Digivision, digitale TV-Signalverarbeitung; Etsuro Saito für Mavica, eine elektronische Einzelbildkamera; Horst Redlich für das DMM-Verfahren für Langspielplatten
  - Kulturpreis: Ulrich Kienzle für Blutiger Sommer – Wiedersehen mit Beirut; Marlene Linke für Das Erlanger Wunschkind
- 1984
  - Technologiepreis: A. Schauer, E. Geffcken, D. Littwin, W. Veith, K. Weingang und R. Wengert für den ersten farbigen Flachbildschirm aus Deutschland; Robert Suhrmann und Eckart Pech für Farbkodierung für den digitalen HDTV-Videoprozessor
  - Kulturpreis: Klaus Juhnke, F. Müller und H. von Barnekow: Der Fall K.; Gernot Friedel und Martin Gregor-Dellin für Ich bin wie Othello; ARD-Team Warschau für die Polenberichterstattung; H. Giersberg und W. Trapp für Der vergessene Krieg
- 1985
  - Technologiepreis: Walter Bruch für zeitsequentielle Luminanz-Chrominanz-Kodierung; Thomas S. Robson für das MAC-System für Satellitenfernsehen; Takashi Okada und Masayuki Hongo für flimmerfreies TV-Farbsystem; Shinji Morozumi für das tragbare Fernsehgerät mit flachem LC-Bildschirm; Eckard Krüger, A. Heller und U. Kraus für das Video Programming System; F. Schröder und F. Stollenwerk für den Fachbeitrag Fernsehen mit erhöhter Bildqualität
  - Kulturpreis: Eberhard Fechner für Der Prozeß; Christoph Maria Fröhder für Polizeiagenten – Lockspitzel im Zwielicht; Peter Hajek für Helwein – Filmportrait eines Malers; Roland Schraut und Joachim Meßner für Ewig leben – Portrait einer Hundertjährigen; Werner Klett für Ein fauler Bauer
- 1986
  - Technologiepreis: K. Beckmann und D. Krahé für Kodierverfahren für Audio-Signale; Wolf-Peter Buchwald für erhöhte Bildauflösung für TV-Farbkameras; Stanley C. Fralick und Andrew Tescher für das Bildtelefon; Otto Klank, Heinz Röbel und Peter Treytl für Digitalhörfunk über Satellit; Kenzo Agakiri und Kenji Nakano für die DAT-Multitrack-PCM-Kassette; Charles Schepers für das Digicontrol-System für Fernsehgeräte
  - Kulturpreis: Georg Stefan Troller für Stan Rivkin; Hans Peter Stadler für Leiden der Besiegten; Volker Arzt für Fahrplan ins Chaos; Hans-Dieter Grabe für Hiroshima – Nagasaki; Ray Müller für Nacht der Indios
- 1987
  - Technologiepreis: Robert R. Bathelt für die Flat & Square-Bildröhre; Richard R. Taylor für die Quantel Box, Trickverarbeitung von TV-Bildern; Robert Suhrmann für den TV-Konverter mit CCD-Bildspeicher; Yasuro Hori und Kentaro Hanma für den Colour-Video-Drucker; Rudolf Vollmer für das Buch Satellitentechnik mit D2-MAC
  - Kulturpreis: Hans-Dieter Grabe für Warum habe ich meine Tochter getötet?; Anke Ritter für Wo Taxifahrer Tolstoi lesen; Irene Disch für Zacharias – ein Lebensbild
  - Sonderpreis: Hanns Joachim Friedrichs, Moderation der Tagesereignisse im Fernsehen
- 1988
  - Technologiepreis: Peter Brody für Grundlagen der TFT-Flüssigkeitsdisplays; D. E. Castleberry und William W. Piper für hochauflösendes farbiges LCD; Shigeo Mikoshiba und Shinichi Shinada für verbesserte Plasmabildschirme
  - Kulturpreis: Peter Leippe für Stille Tage in Sommieres; Michael Schmomers und Peter Kleinert für giftig, ätzend, explosiv; Ch. Berg, Michael Geyer und Jürgen Koch für Eine Queen wird geliftet
  - Sonderpreis: Hans Abich für seine Bemühungen um den Aufbau von Rundfunk und Fernsehen in Deutschland nach 1945
  - Ehrenpreis: EUREKA-Direktorat (P. W. Bögels, G. Bolle, M. Hareng, R. W. Young) für den HD-MAC-Standard
- 1989
  - Technologiepreis: Akira Hirota für das Euro-S-VHS-Videosystem; Rainer Lüder und Gerhard Weil für den Featurebox-Chipsatz für Fernsehgeräte
  - Kulturpreis: Gabriel Heim für Da ist kein Schall von Siegesrufen; Heike Mundzeck für Chronik einer Wiedergeburt und Rolf Pflücke für … und abends ins Gefängnis
  - Sonderpreis: Hans-Joachim Kulenkampff, Quizmaster und Entertainer
- 1990
  - Grundlagenpreis: Manfred Börner für die Grundlagen der optischen Nachrichtentechnik
  - Technologiepreis: Isamu Washizuka, Kozo Yano und Hiroshi Take für den flachen 14-Zoll-LCD-Farbbildschirm
- 1991
  - Grundlagenpreis: Claude Elwood Shannon für die Grundlagen der modernen Informationstheorie
  - Technologiepreis: B. Strebel et al. für technologische Grundlagen der optischen Frequenzmultiplex-Verfahren mit Überlagerungsempfang
  - Kulturpreis: Bernard Shaw für vorbildliche journalistische Berichterstattung in richtungsweisendem Stil
- 1992
  - Technologiepreis: Scott A. Brownstein und Stephen S. Stepnes für ein analog-digitales Bildverarbeitungsnetzwerk; Abraham Hoogendoorn et al. für digitales Compact-Cassetten-System
- 1993
  - Grundlagenpreis: Alfred Fettweis und Hans Wilhelm Schüßler für Grundlagenarbeiten zur digitalen Signalverarbeitung
  - Technologiepreis: Masao Tomioka und Shuhei Yasuda für LC-TV-Projektion mit ultrahoher Auflösung für HDTV
  - Kulturpreis: Ernst Waldemar Bauer und Gero von Boehm für herausragende journalistische Fernsehbeiträge
- 1994
  - Grundlagenpreis: Andrew J. Viterbi für das Dekodierungskonzept für Faltungscodes (Viterbi-Algorithmus); Gottfried Ungerböck für das Konzept der trelliscodierten Modulation
  - Technologiepreis: Marcian Edward Hoff für die Erfindung des Mikrocomputers
- 1995
  - Grundlagenpreis: Konrad Zuse für die Entwicklung der ersten frei programmierbaren und in binärer Gleitkommaarithmetik arbeitenden Rechenanlagen
  - Technologiepreis: Larry Hornbeck für die digitale Mikrospiegel-Matrix
  - Kulturpreis: Heinz Bethge und Anthony Michaelis für jahrzehntelanges Wirken für die Freiheit der Wissenschaft
- 1996
  - Grundlagenpreis: Richard Hamming für die Grundlagen der fehlerkorrigierenden Kodierung (Hamming-Distanz, Hamming-Code)
  - Technologiepreis: Jürgen Dethloff und Roland Moreno für Erfindung und Entwicklung von Chipkartentechnologien
  - Kulturpreis: Sonja Bernadotte für die Organisation der Tagungen der Nobelpreisträger in Lindau
- 1997
  - Grundlagenpreis: Yasuharu Suematsu für Halbleiter und integrierte Optik für Anwendungen in optischen Kommunikationssystemen
  - Technologiepreis: Thomas Haug, Heikki Huttunen und Jan Uddenfeldt für die Entwicklung des digitalen Mobiltelefonsystems (GSM)
  - Kulturpreis: John Maddox, langjähriger Chefredakteur der wissenschaftlichen Zeitschrift Nature
- 1998
  - Grundlagenpreis: Jacob Ziv für seine maßgebenden Beiträge zur Informations- und Kodierungstheorie, insbesondere für die Arbeiten zu einer Informationstheorie für individuelle Datenfolgen, die zur Konstruktion des universellen, verlustlosen Lempel-Ziv-Datenkompressionsalgorithmus führten
  - Technologiepreis: Tim Berners-Lee für die Schöpfung und Entwicklung des World Wide Web
  - Ehrenring: Heinz Zemanek für seine jahrzehntelangen völkerverbindenden Aktivitäten, insbesondere im Zusammenhang mit seinen herausragenden wissenschaftlichen Leistungen auf den Gebieten der Informationstechnologie, der Kybernetik und der Philosophie
- 1999
  - Grundlagenpreis: Wladimir Alexandrowitsch Kotelnikow für die erstmalige theoretisch exakte Formulierung des Abtasttheorems
  - Technologiepreis: Leonardo Chiariglione für die Konzeption und Durchsetzung der MPEG-Standards zur Kodierung von Bewegtbild- und Tonsignalen, hier insbesondere des weltweit beachteten digitalen Fernsehstandards MPEG-2; Fabio Rocca für die Erfindung der Bewegungskompensation bei der Kodierung von Bewegtbildsignalen und für grundlegende Arbeiten zur Hybridkodierung mit Bewegungsschätzung
  - Kulturpreis: Joachim Fest für seine herausragenden wissenschaftlichen und publizistischen Arbeiten
- 2000
  - Grundlagenpreis: Ingrid Daubechies für Wavelets, die Grundlage der digitalen Bildkodierung
  - Technologiepreis: Norman Abramson für ALOHAnet, das erste Funknetz für den drahtlosen Internetzugang
  - Kulturpreis: Ranga Yogeshwar für populärwissenschaftliche Beiträge im Deutschen Fernsehen
- 2001
  - Grundlagenpreis: David N. Payne für die Erfindung des erbium-dotierten Faserverstärkers (EDFA)
  - Technologiepreis: José Luis Moreira da Encarnação für die Grundlagen der grafischen Datenverarbeitung
  - Kulturpreis: Gerold Lingnau für informative Zeitungsberichte zur technologischen Entwicklung
- 2002
  - Grundlagenpreis: Robert Gray Gallager für grundlegende Beiträge zur Informationstheorie wie den Low-Density-Parity-Check-Code und zur Theorie der Rechnernetze
  - Technologiepreis: Niklaus Wirth für die Entwicklung von Pascal, der ersten strukturierten Programmiersprache
  - Kulturpreis: Armin Maiwald für jahrzehntelanges Bemühen technische Sachverhalte kindgerecht im Fernsehen darzustellen
- 2003
  - Grundlagenpreis: Paul J. Kühn für grundlegende Beiträge zur Verkehrstheorie und Pionierarbeit bei der Definition von Protokollen für paketvermittelnde Telekommunikationsnetze
  - Technologiepreis: Paul Christian Lauterbur für die Erfindung der Magnetresonanztomographie
  - Kulturpreis: Ernst Peter Fischer für sein Buch Die andere Bildung
- 2004
  - Technologiepreis: Manfred Schroeder für grundlegende Beiträge zur Raum- und Psychoakustik sowie die Erfindung des Linear Predictive Coding und des Codebook exited Coding von Sprache
  - Kulturpreis: Gerhard Vollmer für sein Buch Evolutionäre Erkenntnistheorie
- 2005
  - Technologiepreis: Hisashi Kobayashi, François Dolivo und Evangelos S. Eleftheriou für die Einführung digitaler Signalverarbeitungs- und Kodierverfahren in Festplattenspeichern
  - Kulturpreis: Redaktionsteam Wissenschaft der Wochenzeitung Die Zeit, vertreten durch den verantwortlichen Redakteur Andreas Sentker, für herausragende Berichte zu aktuellen Entwicklungen in den Naturwissenschaften, Medizin und Technik
- 2006
  - Grundlagenpreis: Stephen B. Weinstein für die Anwendung der Schnellen Fourier-Transformationstechnik auf orthogonale Frequenzmultiplexverfahren, was Digital Video Broadcasting, digitale Teilnehmeranschlussleitung und Digital Audio Broadcasting ermöglichte
  - Technologiepreis: Ulrich Reimers für die Entwicklung, Standardisierung und Implementierung des Digitalen Fernsehens (DVB)
  - Kulturpreis: Rolf Becker für populärwissenschaftliche Beiträge in der von ihm gegründeten Apotheken Umschau
- 2007
  - Technologiepreis: Gerhard Sessler für die Entwicklung von Elektret-Schallwandlern, sowie insbesondere die Miterfindung des Elektretmikrofons und des Silizium-Kondensatormikrofons
  - Kulturpreis: Paul Dobrinski für die Publikation von naturwissenschaftlichen und technischen Arbeiten Jugendlicher in der Zeitschrift Junge Wissenschaft
  - Ehrenring: Walentina Wladimirowna Tereschkowa für ihre Leistungen auf dem Gebiet der bemannten Raumfahrt
- 2008
  - Technologiepreis: Siegfried Dais und Uwe Kiencke für die Erfindung, internationale Standardisierung und Verbreitung des „Controller Area Networks“ (CAN), das heute weltweit marktbeherrschend ist
  - Kulturpreis: Norbert Lossau für ausgezeichnete naturwissenschaft- und technologiebezogene Artikel in Tageszeitungen
  - Ehrenring: Herbert F. Mataré für seine im Jahre 1948 unabhängig und zeitgleich zu den Bell Labs gemachte Erfindung des Halbleiterverstärkers (Transistor), sowie für seine jahrzehntelangen herausragenden Leistungen auf dem Gebiet der Informationstechnologie, der Halbleiterphysik und der industriellen Halbleiterfertigung.[3]
- 2009
  - Technologiepreis: Martin Schadt – Elektro-optische Basistechnologien für Flachbildschirme
  - Kulturpreis: Klaus Rehfeld – Herausragende populärwissenschaftliche Berichterstattung naturwissenschaftlicher Themen.
- 2010
  - Technologiepreis: Jens-Rainer Ohm und Thomas Wiegand für Beiträge zur Videocodierung und zur Entwicklung des Standards H.264 / AVC
  - Kulturpreis: Jimmy D. Wales – Gründer und Entwickler der freien und internationalen Enzyklopädie Wikipedia[4]
- 2011
  - Technologiepreis: Wolfgang Hilberg für die Erfindung der kontinuierlichen, digital codierten Normalzeit Funkübertragung und für Beiträge zur Realisierung von Funkempfängern.
  - Kulturpreis: Raymond Samuel Tomlinson für die Erfindung der standardisierten elektronischen Post, welche heute als E-Mail den einfachen weltweiten Informationsaustausch über das Internet ermöglicht und das Kommunikationsverhalten der Menschheit entscheidend verändert hat.
- 2012
  - Technologiepreis: Bradford Parkinson für die Entwicklung des globalen Ortungssystems (GPS).
  - Kulturpreis: Dov Moran für die Erfindung eines standardisierten tragbaren Datenspeichersticks, den man heute USB-Stick nennt.
- 2013
  - Technologiepreis: Ching W. Tang für die Erfindung hocheffizienter organischer Halbleiterbauelemente.
  - Kulturpreis: Jugend forscht „in Anerkennung der besonderen Rolle des Wettbewerbs als einzigartige Initiative zur Nachwuchsförderung.“
- 2014
  - Technologiepreis: Kees A. Schouhamer Immink „für Beiträge zu Theorie und Praxis der Kanalkodierung, die effiziente und zuverlässige optische Datenaufzeichnung ermöglicht, sowie für kreative Beiträge zur digitalen Aufzeichnungstechnik.“[5]
  - Kulturpreis: Dava Sobel „für ihre fundierten naturwissenschaftlichen Kenntnisse und ihr literarisches Talent, die es ihr erlauben, Fakten und Fiktion miteinander zu verbinden, indem sie wissenschaftliche Abenteuer und menschliche Geschichten miteinander verschmilzt und dadurch der Geschichte der Naturwissenschaften ein menschliches Antlitz verleiht.“
- 2015
  - Technologiepreis: Karlheinz Brandenburg, Bernhard Grill und Jürgen Herre „für entscheidende Beiträge zur Entwicklung und praktischen Implementierung des mp3-Audio-Codierungsverfahrens.“
- 2016
  - Technologiepreis: Blake S. Wilson für das Continuous Interleaved Sampling, das „seit der Einführung der Cochlea-Implantate Ende der 1980er Jahre zu einer signifikanten Verbesserung des Sprachverständnisses von Patienten“ führte; Erwin Hochmair und Ingeborg Hochmair-Desoyer „für die Entwicklung und kommerzielle Umsetzung des ersten mehrkanaligen Cochlea-Implantats.“
- 2017
  - Technologiepreis: Ernst D. Dickmanns „für entscheidende Beiträge zum autonomen Fahren.“
- 2018
  - Technologiepreis: Rajiv Laroia „für seine grundlegenden Arbeiten bezüglich Flash-OFDM.“
  - Kulturpreis: Jean Pütz „für sein Lebenswerk als Wissenschaftsjournalist.“
- 2019
  - Technologiepreis: Andrea Urban und Franz Laermer „für die Erfindung des reaktiven Ionentiefenätzens (Bosch Prozess), ein Schlüsselprozess zur Herstellung von Halbleitersensoren.“
  - Kulturpreis: Robert Schlögl „für seine exzellenten Leistungen und seine außergewöhnliche Kompetenz, wissenschaftliche Erkenntnisse der Öffentlichkeit und Politik zu kommunizieren.“
- 2020
  - Technologiepreis: Neal Koblitz und Victor S. Miller „für die Erfindung der auf elliptischen Kurven basierenden Kryptographie.“
  - Kulturpreis: Eckart von Hirschhausen „für seine überragenden Erfolge in der Wissenschaftskommunikation mit Hilfe von Humor und Unterhaltung.“
- 2021
  - Technologiepreis: Denis Le Bihan und Peter J. Basser „für die Entwicklung der MRT-Diffusions-Tensor-Bildgebung, die zur Operations- und Bestrahlungs-Planung, zur Erforschung von neurologischen Krankheiten, die mit Veränderungen der weißen Substanz einhergehen, und zur Rekonstruktion von Nervenbahnen im Gehirn (Traktografie) verwendet wird.“
  - Kulturpreis: Volker Stollorz „für seine großen Verdienste bei der Gründung und der Leitung des Science Media Center Germany (SMC).“
- 2022
  - Technologiepreis: Hideo Hosono „für die Erfindung von Metalloxid-Dünnfilmtransistoren für Displayanwendungen.“
  - Kulturpreis: Harald Lesch „für seine ausgezeichneten Leistungen in der Verbindung von wissenschaftlicher Forschung, Popularisierung der Wissenschaft und gesellschaftlichem Engagement.“
- 2023
  - Technologiepreis: Gilles Brassard und Charles H. Bennett „für die Konzeption des ersten Schlüsselvereinbarungsprotokolls, dessen Sicherheit aus der Gültigkeit der Quantenphysik abgeleitet ist.“
  - Kulturpreis: Antje Boetius „für die Leistungen in der akademischen Forschung und Lehre, ihr Engagement in der Kommunikation von Politik und Wissenschaft und ihre herausragende Rolle bei der Vermittlung von Wissenschaft an eine breite Öffentlichkeit.“
- 2024
  - Technologiepreis: Björn Ommer „für bahnbrechende Beiträge zur generativen Bildsynthese.“
  - Kulturpreis: Metin Tolan „für sein Engagement als Kommunikator und Botschafter von Wissenschaft. Bei seinen öffentlichen Auftritten – unter anderem im Rahmen der ‚Highlights der Physik‘ – begeistert er regelmäßig sein Publikum und erreicht eine breite gesellschaftliche Wirkung und mediale Aufmerksamkeit“.